# Angélica Claro Canteros
Angélica Claro Canteros, conocida como Coral Aguirre, (Bahía Blanca, Argentina; 7 de julio de 1938) es una dramaturga, música y catedrática de literatura y actuación. Es de origen argentino y nacionalizada mexicana. Fue miembro de la Orquesta Sinfónica de Bahía Blanca en Argentina y de la Orquesta de la Ópera de Turín en Italia. Ha publicado artículos y ensayos de carácter teatral, literario, histórico y antropológico en varios países como Argentina, Cuba, Estados Unidos y México.

## Biografía
Nació el 7 de julio de 1938 en Bahía Blanca, una provincia de la ciudad de Buenos Aires en Argentina. Desde la infancia se sintió atraída por las artes por influencia de su madre y revistas. Estudió violín, piano y viola, instrumento que tocó en la Orquesta Sinfónica de Bahía Blanca. Su acercamiento al teatro fue durante una clase de arte dramático en la misma escuela donde aprendió viola, y lo que le permitió obtener una beca para estudiar en Buenos Aires.

En 1964 coincidió con Dardo Aguirre, de quien adoptó el apellido para crear su seudónimo como escritora. Juntos presidieron Teatro Alianza de 1966 a 1978, un grupo que presentaba creaciones colectivas exponiendo los problemas políticos de la época. En 1977 presentaron la primera obra escrita por Coral: Silencio-hospital, durante la presentación detuvieron a varios integrantes, entre ellos Coral y Dardo. Coral estuvo encarcelada durante un mes, y fue gracias a la presión de la comunidad artística y los periódicos que ella y Dardo recuperaron su libertad. Pasaron un tiempo en exilio en Europa y en 1981 regresaron a Argentina, donde permanecieron en la clandestinidad por un tiempo. Las amenazas que sufrieron en Argentina los llevaron a migrar a México, al respecto ella expresa:
"Allá (Argentina) está el espanto, acá (México) está la alegría", expresa. "Allá está el amor, claro que la quiero, pero a México también, quizá más, no sé. La medida del amor es un misterio"
Vivió cinco años en la Ciudad de México, y en 1994 se mudó a Monterrey, Nuevo León para trabajar en la escuela de teatro de Televisa. Su impresionante vocación pedagógica la llevó a impartir la materia de Literatura Grecolatina en la Universidad Autónoma de Nuevo Leon (UANL), misma universidad de la cual funge como coordinadora de la Escuela de Teatro. Coral continuó escribiendo y dirigiendo teatro en Monterrey, presentado obras como Juegos a la hora de la siesta, El atentado, y Yepeto y Ardiente paciencia. Escribe principalmente artículos y ensayos de carácter teatral, literario, histórico y antropológico. Sus trabajos son publicados en antologías, semanarios culturales, y revistas de cultura. Además es directora general y escritora en la revista Levadura, una publicación tipo laboratorio de reflexión cultural, político y social. Ha impartido talleres de ensayo para la Editorial Universitaria UANL y la Casa Universitaria de Libro. También impartió el módulo La Semiótica del espectáculo dentro del Diplomado de Crítica de Teatro organizado por el Consejo para la Cultura y las Artes de Nuevo León (CONARTE).
En 2021 fue seleccionada sobre coordinadora del Centro de Escritores de Nuevo León, un programa de CONARTE para estimular y fomentar el desarrollo de la creación literaria.

## Premios
Sus obras literarias y sus puestas en escena han sido motivo de múltiples premios y reconocimientos entre los que destacan:
- Premio nacional de dramaturgia argentina, 1987
- Premio de guion cinematográfico —UNAM y el Instituto de la Revolución Mexicana, 1993
- Premio nacional de dramaturgia argentina, 1997
- Finalista en el Premio Nuevo León de literatura, 2003
- Premio Nuevo León de Literatura, 2007
- Premio Internacional Alfonso Reyes, 2008
- Premio Teatro XXI, 2012
- Reconocimiento al Mérito Artístico, 2020

## Obras
- La Cruz en el espejo: Pieza dramática en dos actos, 1988
- Silencio hospital ,1988
- Teatro breve nuevoleonés; para estudiantes y talleres de teatro, 1999
- Apuntes para un diagnóstico cultural del sur de Nuevo León, 2000
- Los niños de Nuevo León y el fuego de Prometeo, 2001
- Contraseña: nueva dramaturgia regiomontana, 2003
- Teatro del Norte 4, 2003
- Larga distancia, 2004
- La Pasión del diablo: una visión enamorada, 2004
- Andar por la tierra, 2011